# Deutsche China-Gesellschaft

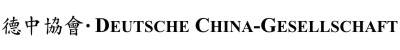
Deutsche China-Gesellschaft e.V.

Die Deutsche China-Gesellschaft (DSG) ist ein Verein zur Förderung der Beziehungen zu China in Deutschland.

## Geschichte
Die DCG wurde 1957 gegründet und ist damit die älteste bundesdeutsche China-Gesellschaft. Sie bestand zunächst vor allem aus Wissenschaftlern, Politikern und Diplomaten, denen die Aufnahme diplomatischer Beziehungen zu China und eine langfristige Entwicklung der deutsch-chinesischen Beziehungen ein Anliegen war. Zweck war seinerzeit die Etablierung diplomatischer Beziehungen, doch war und ist die DCG politisch unabhängig. Ihre Veranstaltungen und Veröffentlichungen finanziert sie aus Spenden und Mitgliedsbeiträgen.
Zentrum ihres Engagements war in den ersten Jahren Hamburg. Heute finden die meisten DCG-Veranstaltungen in Köln und Karlsruhe statt. Dessen ungeachtet ist die Gesellschaft prinzipiell bundesweit engagiert.
Im Jahr 2017 feierte die Gesellschaft ihr 60-jähriges Bestehen.

## Ziele
Ziel der Gesellschaft ist es, Verständnis und Freundschaft zwischen Deutschen und Chinesen zu fördern. Zu diesem Zweck bemüht sich die DCG um treffende und umfassende Informationen über chinesische Kultur, Politik und Wirtschaft. Vorurteile, Klischees und Missverständnisse sollen abgebaut und durch sachgerechte Kenntnisse und Einschätzungen ersetzt werden. Als Mittel dienen ihr dabei Vorträge, Symposien und Veröffentlichungen und auch die Vermittlung institutioneller Verbindungen etwa zwischen Schulen oder Städten und die Förderung persönlicher Kontakte.
2022 wurde die Satzung dahingehend geändert, dass als gemeinnütziges Ziel die Förderung der Wissenschaft und Forschung hinzukam. Die DCG fördert auch die Entwicklungszusammenarbeit; Kunst und Kultur; Denkmalschutz und Denkmalpflege; Erziehung, Volks- und Berufsbildung einschließlich der Studentenhilfe; die Hilfe für politisch, rassistisch oder religiös Verfolgte, für Flüchtlinge, Vertriebene, Kriegsopfer, Kriegshinterbliebene, Kriegsbeschädigte und Kriegsgefangene; das Andenken an Verfolgte, Kriegs- und Katastrophenopfer; Förderung der Hilfe für Menschen, die auf Grund ihrer geschlechtlichen Identität oder ihrer geschlechtlichen Orientierung diskriminiert werden. Der Verein unterstützt den Austausch zwischen China und Deutschland in den Bereichen Kultur, Bildung (Schüleraustausche) / Forschung, Wirtschaft und Technologie, inklusive nachhaltige Verkehrsprojekte (E-Mobility), Wissenstransfer, gemeinsame Forschung und Zusammenarbeit. Der Satzungszweck wird auch dezentral durch Ortsvereine und durch eine Vertretung in China (derzeit: Hangzhou) gewährleistet.

## Mitglieder und Vorstand
Unter den Mitgliedern sind Diplomaten wie Botschafter Hannspeter Hellbeck (†) sowie an China interessierte Professoren. Zeitweise gehörte Hans-Dietrich Genscher der DCG an.
Präsident und Vorstandsmitglieder üben ihre Tätigkeit ehrenamtlich aus. Bei der Vorstandswahl am 1. Juni 2017 übernahm Martin Woesler (Witten) die Leitung von Gregor Paul (Karlsruhe), der die Gesellschaft etwa 20 Jahre geleitet hatte und zum Ehrenpräsidenten ernannt wurde. Vizepräsident ist der China-Experte Wu Xudong (Karlsruhe). Der Vorstand wurde 2022 im Amt bestätigt. Als weitere Vorstandsmitglieder wurden gewählt: Cord Eberspächer (Bonn), Michael Knüppel (Liaocheng) und Thomas Weyrauch (Gießen).
Frühere Präsidentin war Hilda Zensen-Grahner, früherer Vizepräsident Alexander Bell (Köln).

## Austausch
Die DCG unterstützt Bemühungen, die wissenschaftlichen, politischen, diplomatischen und wirtschaftlichen Beziehungen zwischen beiden Ländern zu festigen und auszubauen. Des Weiteren fördert die Gesellschaft Schulpartnerschaften und Schüleraustausch sowie den Tourismus zwischen den Ländern. In China engagiert sie sich insbesondere für die Einrichtung von Austauschprogrammen für Schüler und Studierende.

## Veranstaltungen
Im Ostasiatischen Museum in Köln führt die DCG beinahe jeden Monat donnerstags wissenschaftliche Vortragsveranstaltungen durch. In Karlsruhe finden Kamingespräche und gelegentlich Symposien statt.
Mit der Chinesischen Akademie für Sozialwissenschaften führte sie im 2014 und 2015 in Berlin zwei internationale Konferenzen zum Thema „Chinas Weg“ durch.

## Publikationen
Einmal jährlich gibt die DCG das Mitteilungsblatt der Deutschen China-Gesellschaft heraus. Es geht 300 bis 400 Adressaten kostenlos zu: Universitätsinstituten, großen Bibliotheken, Sinologen und allgemein an „China und Chinesischem“ Interessierten. Außerdem bemüht sich der Vorstand darum, auch die DCG-Buchveröffentlichungen möglichst vielen Einrichtungen und Personen kostenlos zukommen zu lassen. Es gibt auch ein Online-Journal.

## Politische Initiativen
2008 engagierte sich die DCG mit einem von zahlreichen deutschen Sinologie-Professoren unterschriebenen offenen Brief u. a. an den Deutschen Bundestag für eine unabhängige Berichterstattung der Deutschen Welle über China.

## Kritik
Im Jahr 2023 stellte sich in einer umfangreichen Recherche über frühe Versuche der Volksrepublik China, Einfluss in Kreisen der bundesdeutschen Industrie zu erlangen und für eigene Interessen zu nutzen, heraus, dass die DCG als Plattform für den ehemaligen Otto-Wolff-Konzern-Manager Gerhard Flatow († 1980) diente, der als überzeugter Maoist Agent der Pekinger Führung in Deutschland war.

## Schriftenreihe „Deutsche Chinareihe“
- Gregor Paul, Martin Woesler (Hrsg.): Zwischen Mao und Konfuzius? Die VR China als Reflex von Tradition und Neuerung (= Deutsche Chinareihe, Bd. 7). MultiLingua, Bochum 2000, ISBN 3-932329-13-9.

## Vorläufer
Die erste deutsche Verein mit Bezug zu China war der am 16. März 1914 gegründete, stark von im Chinageschäft engagierten Unternehmen getragene Deutsch-Chinesische Verband (Berlin), dessen Präsident der Diplomat Freiherr Mumm von Schwarzenstein war. Er fusionierte 1919 mit der Deutsch-Asiatischen Gesellschaft zum Verband für den Fernen Osten.